# Courvières
Courvières ist eine französische Gemeinde mit 319 Einwohnern (Stand: 1. Januar 2022) im Département Doubs in der Region Bourgogne-Franche-Comté.

## Geographie
Courvières liegt auf 820 m über dem Meeresspiegel, etwa 19 Kilometer westlich der Stadt Pontarlier (Luftlinie). Das Haufendorf erstreckt sich im Jura, inmitten des weiten Hochplateaus von Arlier (Pontarlier-Frasne). 
Die Fläche des 10,94 km² großen Gemeindegebiets umfasst einen Abschnitt des französischen Juras. Das ganze Gebiet wird vom Hochplateau von Arlier eingenommen, das durchschnittlich auf 820 m liegt. Es ist überwiegend von Wiesland bedeckt, zeigt aber vor allem in den Randbereichen auch einige Waldflächen. Die Hochebene besitzt keine oberirdischen Fließgewässer, weil das Niederschlagswasser im verkarsteten Untergrund versickert. Begrenzt wird das Areal im Westen durch eine schmale Kalkrippe (bis 867 m) vom weiter westlich gelegenen Plateau von Boujailles. Nach Süden erstreckt sich der Gemeindeboden in die leicht erhöhten Waldgebiete von Bois de la Vigne (870 m) und Bois du Mont, auf dem mit 880 m die höchste Erhebung von Courvières erreicht wird.
Nachbargemeinden von Courvières sind Boujailles im Westen und Norden, Frasne im Osten sowie Bief-du-Fourg, Censeau und Cuvier im Süden.

## Geschichte
Das Gemeindegebiet von Courvières war vermutlich bereits während der Römerzeit besiedelt. Es lag an der Handelsstraße, die von Pontarlier nach Salins führte, und von der noch heute einzelne Spuren sichtbar sind. Erstmals urkundlich erwähnt wird Courvières um 1250 unter dem Namen Corvieres. Das Gebiet gehörte zunächst den Herren von Joux, gelangte aber um 1250 an das Haus Chalon, wobei die Gerichtsbarkeit weiterhin bei den Ersteren blieb. Seither bildete Courvières eine eigene Herrschaft. Einer schweren Pestepidemie fielen 1636 zahlreiche Bewohner zum Opfer. Im Jahr 1639 wurde Courvières von den vorbeiziehenden Truppen des Herzogs Bernhard von Sachsen-Weimar verwüstet. Zusammen mit der Franche-Comté gelangte das Dorf mit dem Frieden von Nimwegen 1678 an Frankreich. Seit 2003 ist Courvières Mitglied des 10 Ortschaften umfassenden Gemeindeverbandes Communauté de communes du Plateau de Frasne et du Val du Drugeon.

## Sehenswürdigkeiten
Die Dorfkirche Saint-Hubert wurde im 19. Jahrhundert im Stil der Neugotik erbaut. Auf dem Feld westlich des Dorfes steht die Kapelle Notre-Dame des Sept Douleurs (um 1640), die an die Pestepidemie erinnert. Die Windmühle wurde 1870 errichtet.

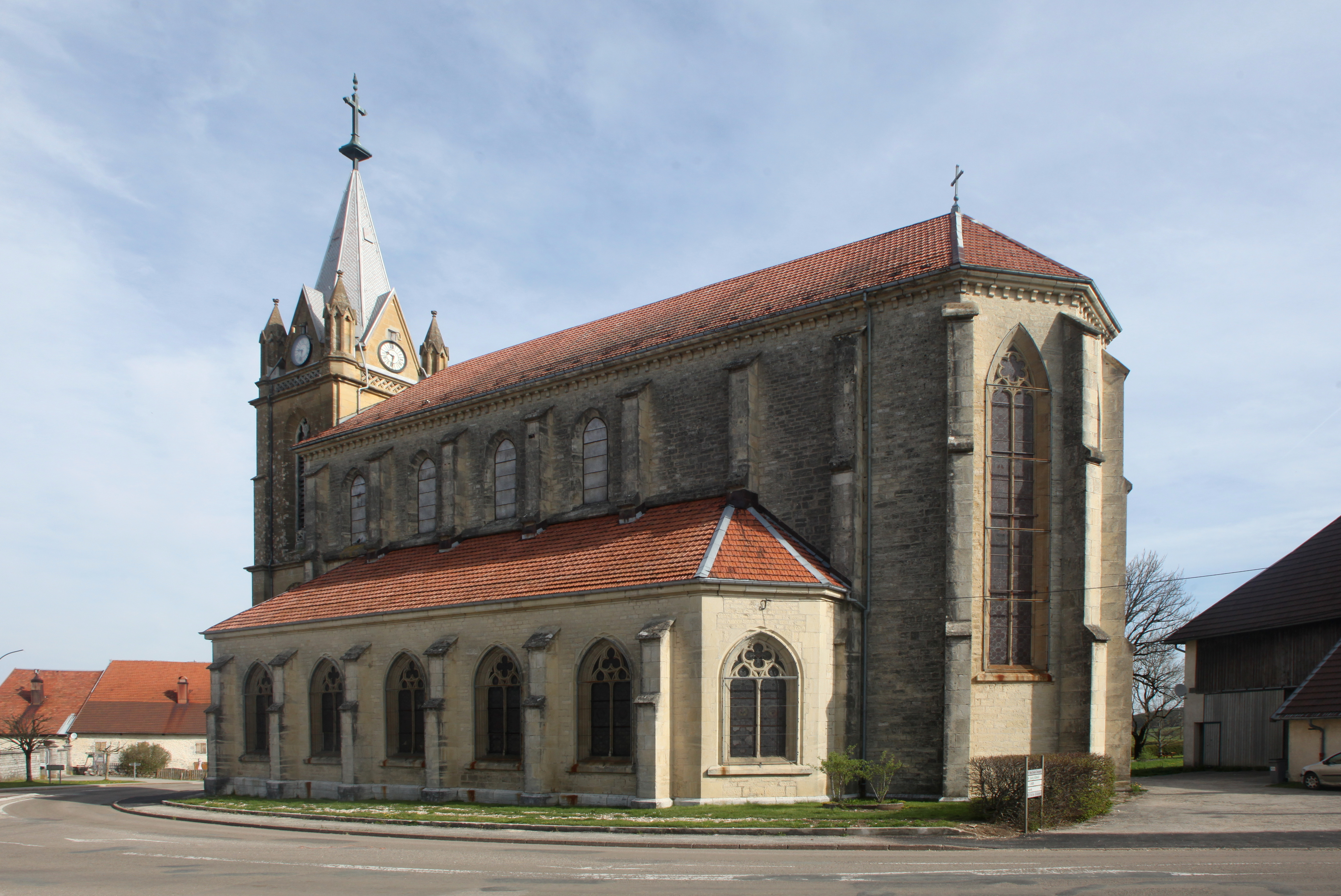
Kirche Saint-Hubert
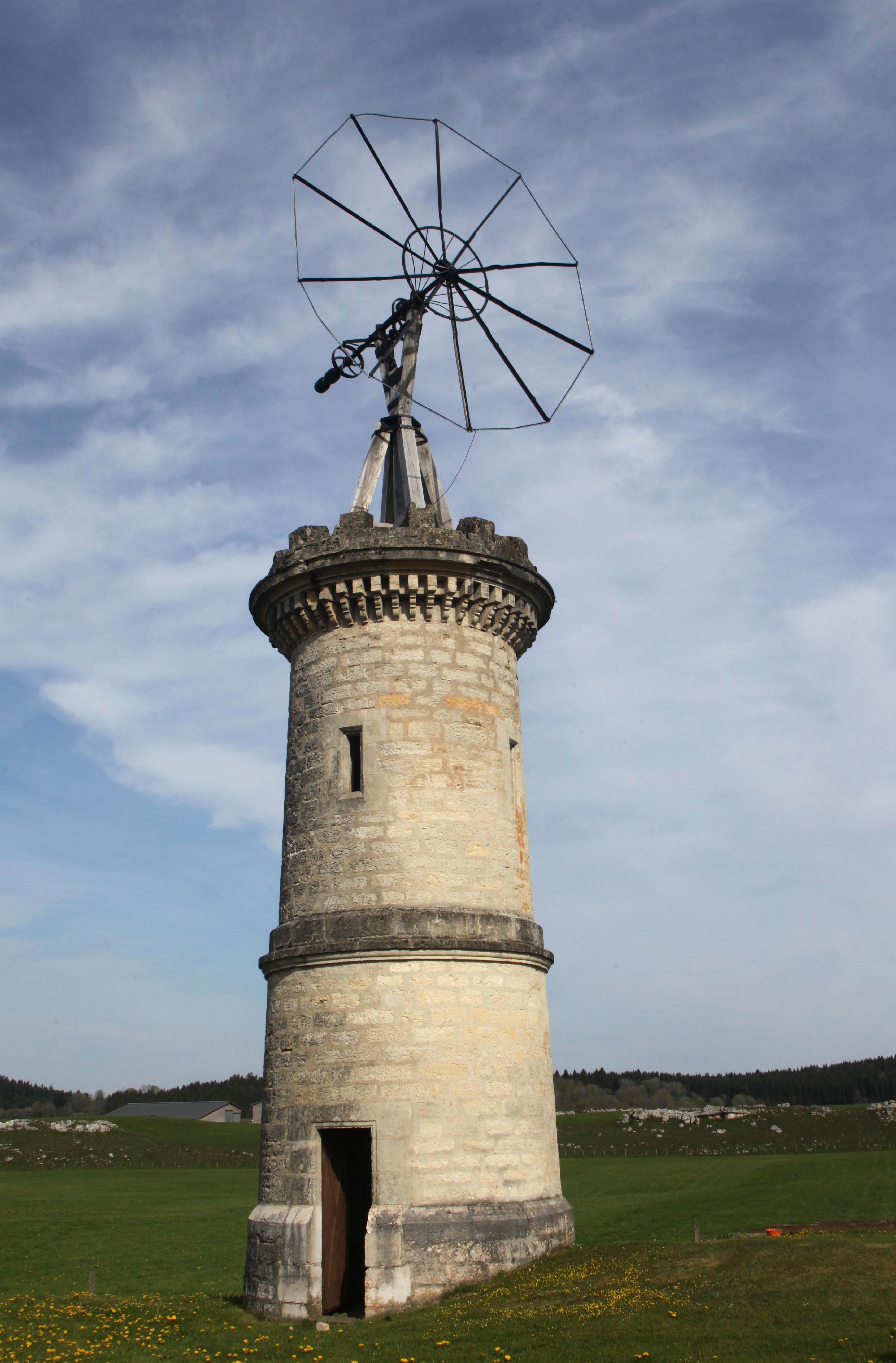
Ehemalige Windmühle
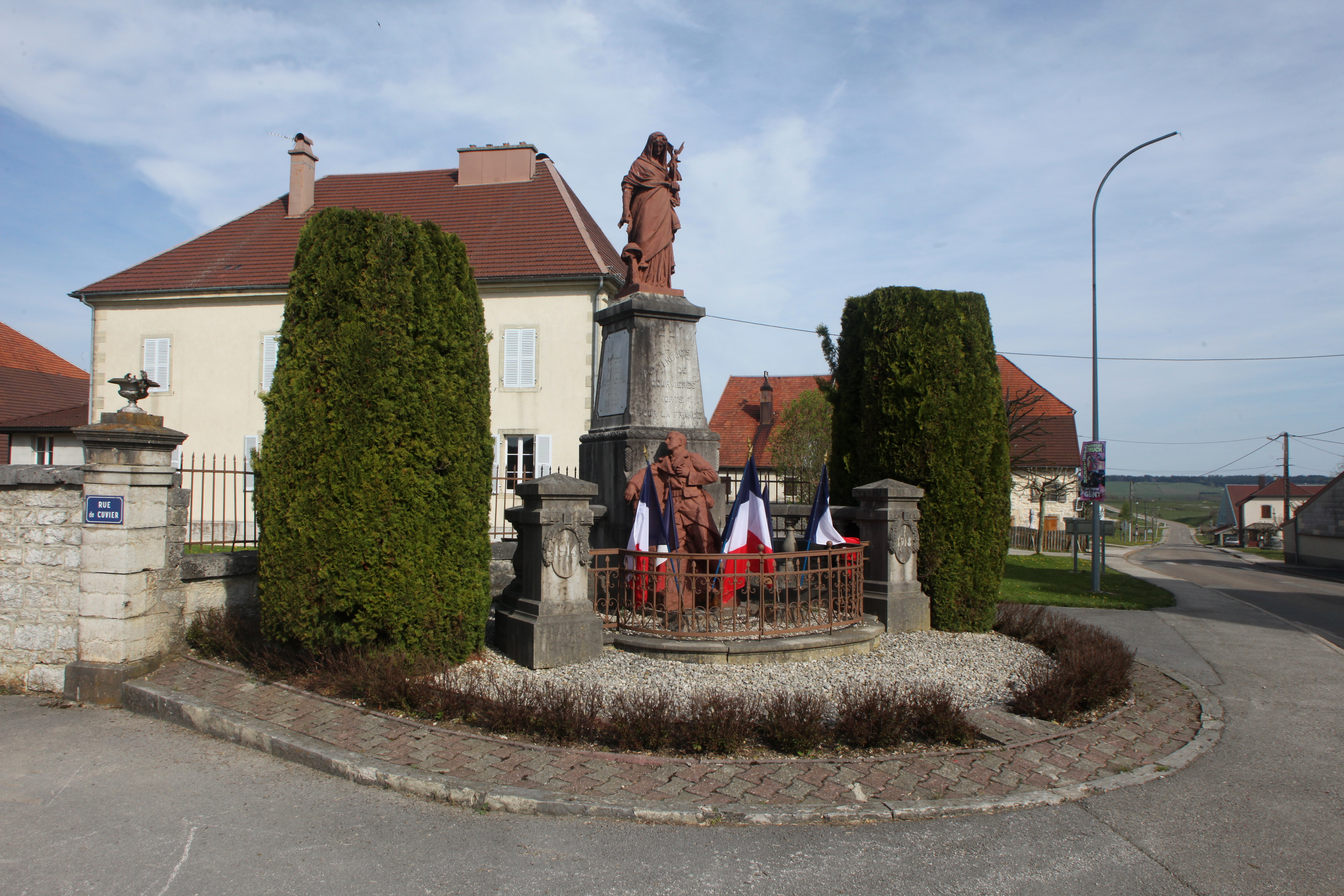
Gefallenendenkmal

## Bevölkerung
| Jahr                       | 1962 | 1968 | 1975 | 1982 | 1990 | 1999 | 2006 | 2017 |
| Einwohner                  | 238  | 215  | 182  | 194  | 233  | 266  | 217  | 315  |
| Quellen: Cassini und INSEE |      |      |      |      |      |      |      |      |

Mit 319 Einwohnern (1. Januar 2022) gehört Courvières zu den kleinen Gemeinden des Départements Doubs. Nachdem die Einwohnerzahl in der ersten Hälfte des 20. Jahrhunderts markant abgenommen hatte (1881 wurden noch 517 Personen gezählt), wurde seit Mitte der 1970er Jahre wieder ein Bevölkerungswachstum verzeichnet.

## Wirtschaft und Infrastruktur
Courvières war bis weit ins 20. Jahrhundert hinein ein vorwiegend durch die Landwirtschaft, insbesondere Milchwirtschaft und Viehzucht geprägtes Dorf. Daneben gibt es heute einige Betriebe des lokalen Kleingewerbes, unter anderem eine Sägerei. Mittlerweile hat sich das Dorf auch zu einer Wohngemeinde gewandelt. Viele Erwerbstätige sind Wegpendler, die in den größeren Ortschaften der Umgebung ihrer Arbeit nachgehen.
Die Ortschaft liegt abseits der größeren Durchgangsstraßen an einer Departementsstraße, die von Frasne nach Boujailles führt. Eine weitere Straßenverbindung besteht mit Cuvier.